# 赵稹
赵稹（?—?），字表微，先祖是单父（今山东省单县）人，后迁居宣城（今安徽省宣城市）。北宋大臣。
赵稹为人诚质宽厚，年轻时好学。吴太府卿田霖退居宣城，有相术之名，把女儿嫁给赵稹。赵稹中进士，历任平定军判官、台州推官。改任大理寺丞、知昆山县，通判楚州。升迁为殿中丞、知通州。召还东京开封府，同判宗正寺，枢密直学士李浚推荐为监察御史，再升迁为侍御史、判登闻鼓院、开封府判官，转任三司开拆、凭由司。宋真宗祭祀汾阴，为留守推官。
升迁为尚书兵部员外郎、益州路转运使，宋真宗上谕：“蜀地路远多次战乱，其中利害朕想知道。赵卿前往，分条上奏，附在日常奏章里，不用写姓名。”赵稹抵达，多次上奏部中之事，以至一日上奏几个奏章。蒲江县追捕抢劫盗匪不得，反而逮捕平民，严刑拷打使他们屈服。赵稹到达行部，发现冤屈，驰马进入县狱，问明情况，都释放了。升迁为工部郎中。
召入京师为侍御史知杂事、同判吏部流内铨，纠察在京刑狱。慎从吉当时知开封府，其子慎钧、慎锐受贿赂，事情牵连钱惟演。赵稹与王曾揭发，慎从吉被免官，钱惟演也被罢官。
赵稹改任三司盐铁副使，擢升为右谏议大夫、集贤院学士、知益州。度支市锦六千匹，召工人按年织裁千余匹，仅以每年所织数上供。很久后，有人说赵稹不达民情，喜好妄自尊大，降为知同州，改任凤翔、京兆府，三次转任工部侍郎，再次纠察在京刑狱。加枢密直学士、知并州，调回后，转任刑部侍郎。
天圣八年（1030年），擢升为枢密副使，转任吏部侍郎。当时，权力出自宫中刘太后，赵稹厚结刘美人的家婢，所以进入枢密院。命令未出，有人就告诉赵稹，赵稹问：“东头？西头？”其意在中书。听到的人都以为是笑话。章献太后崩，赵稹罢为尚书左丞、知河中府，转任礼部尚书。得病，请求退休，以太子少傅致仕。死后赠太子太保，谥僖质。

## 延伸阅读
[在维基数据编辑]
 《宋史·卷288》，出自脱脱《宋史》